# Conopomorphina
Conopomorphina is een geslacht van vlinders uit de familie mineermotten (Gracillariidae).
Het geslacht omvat volgende soorten:
- Conopomorphina aptata (Meyrick, 1914)
- Conopomorphina gypsochroma Vári, 1961
- Conopomorphina ochnivora Vári, 1961

De Prins, J. & De Prins, W. (2014). Global Taxonomic Database of Gracillariidae (Lepidoptera). World Wide Web electronic publication (http://www.gracillariidae.net)